# Saint Peter (Dominica)
Saint Peter is een parish van de eilandstaat Dominica. Het ligt ongeveer 22 km ten noorden van de hoofdstad Roseau.

## Syndicate Falls
Syndicate Falls ook Milton Falls is een waterval bij de voormalige plantage Syndicate Estate in het binnenland. De waterval is ongeveer 30 meter hoog en valt in een meertje omringd door tropische regenwoud. Zwemmen in het meertje is verboden, omdat het voor de drinkwatervoorziening wordt gebruikt.

## Dorpen
Colihaut is het grootste dorp met 679 inwoners. Andere dorpen zijn: Dublanc en Bioche.

## Galerij

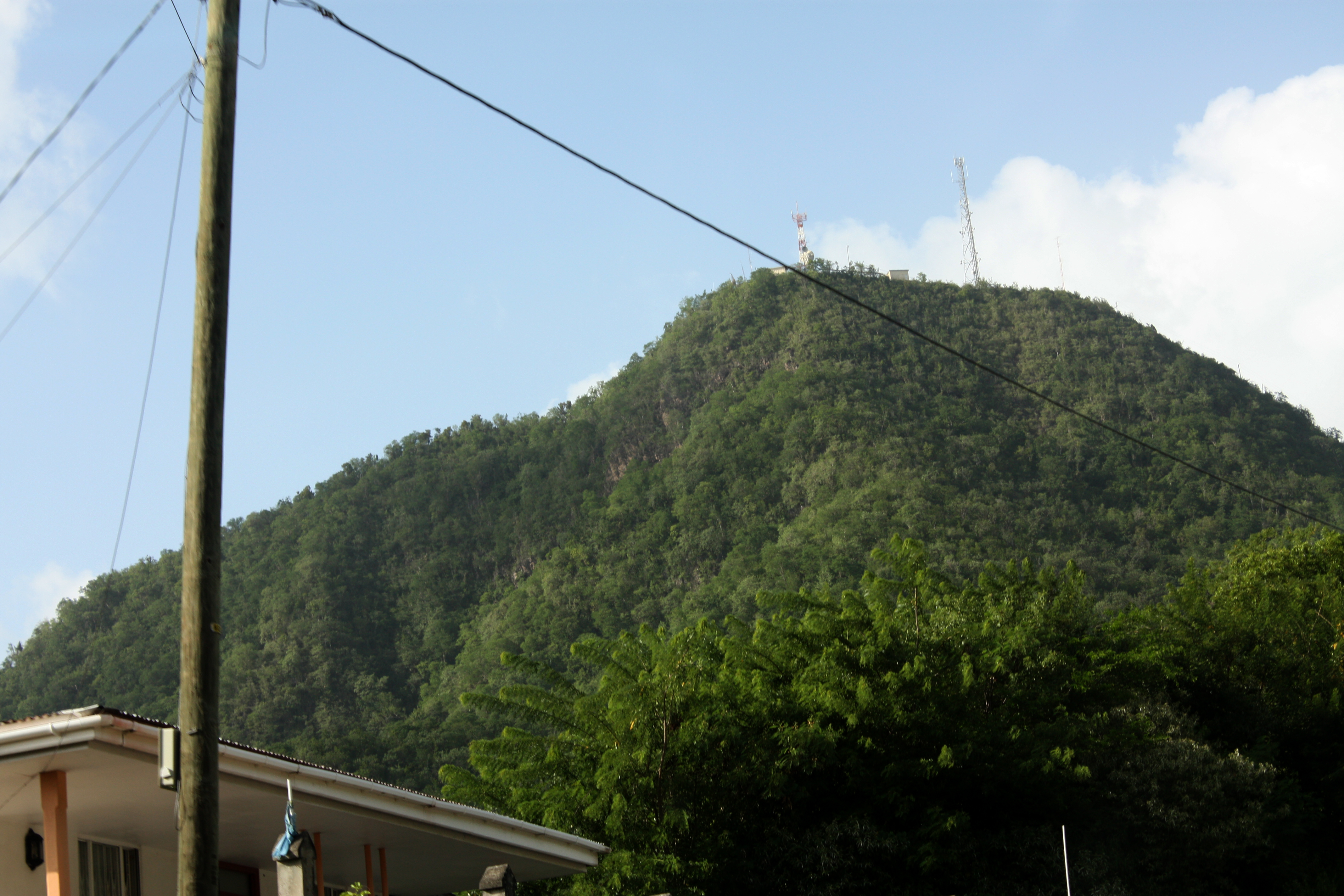
Morne Espagnol
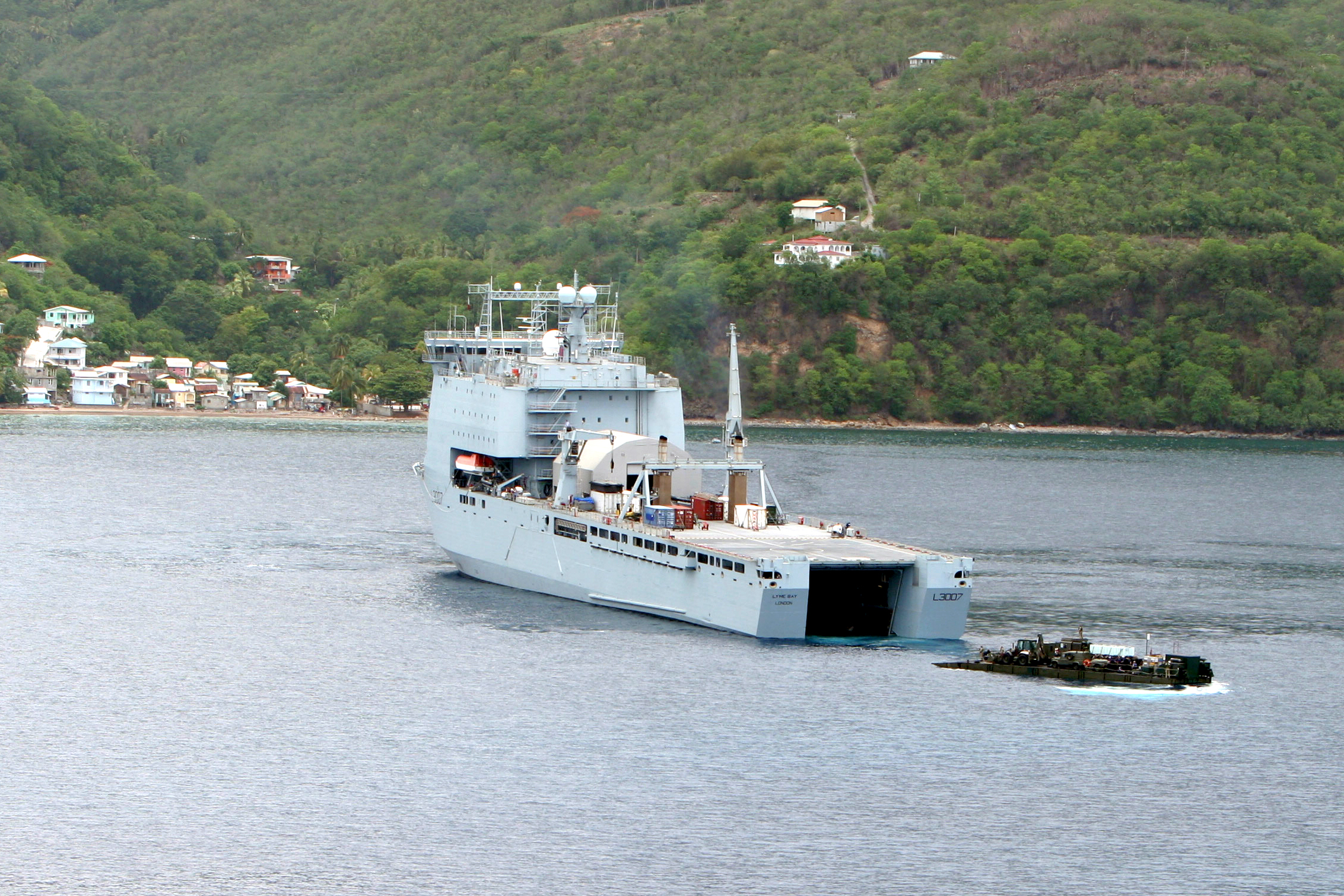
RFA Lyme Bay bij Bioche
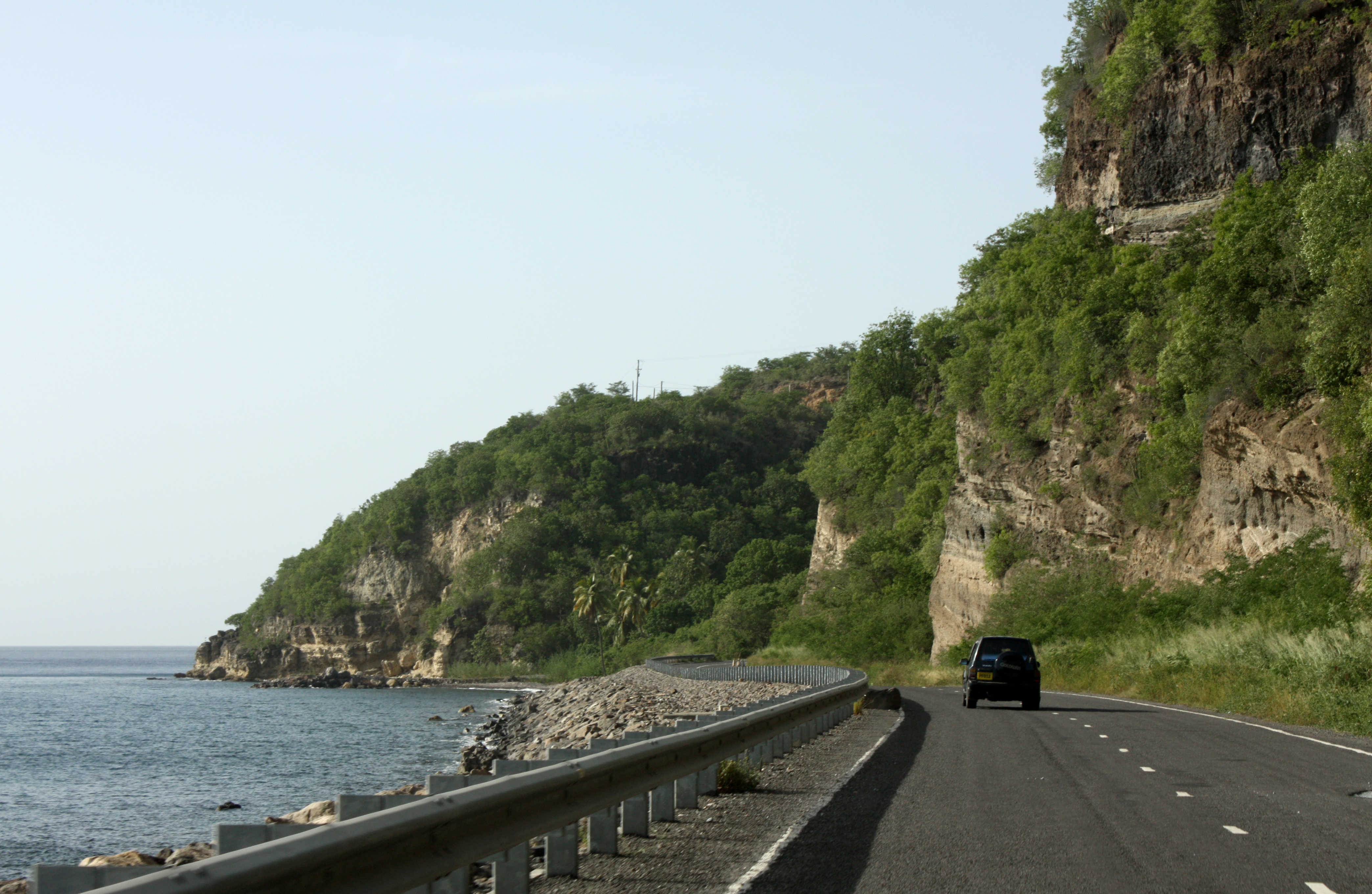
Weg langs de kust
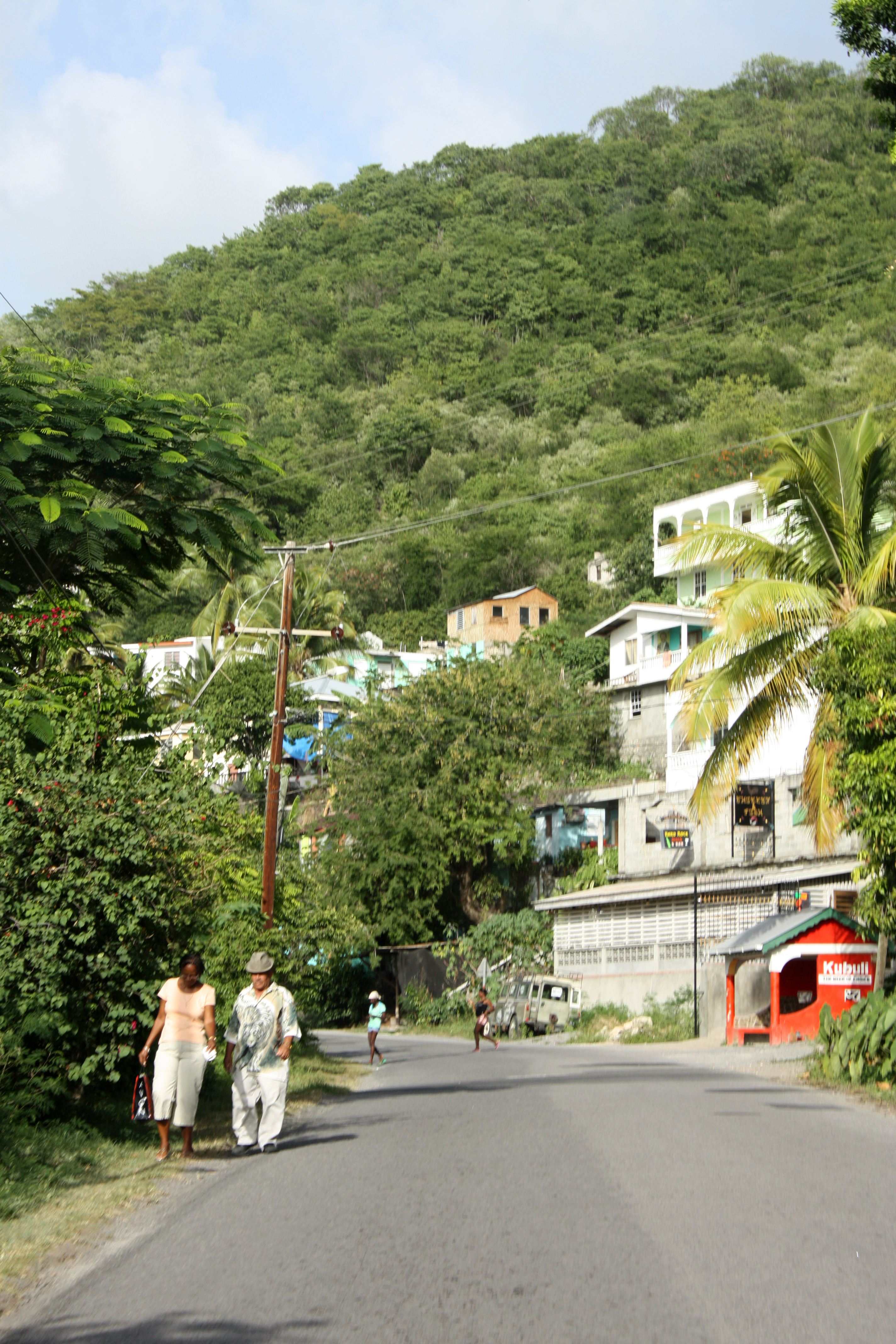
Colihaut

Saint Andrew · Saint David · Saint George · Saint John · Saint Joseph · Saint Luke · Saint Mark · Saint Patrick · Saint Paul · Saint Peter